# 9880 Стегозавр
9880 Стегозавр (9880 Stegosaurus) — астероїд головного поясу, відкритий 12 серпня 1994 року.
Тіссеранів параметр щодо Юпітера — 3,590.